# Anthostomella atroalba
Anthostomella atroalba är en svampart som beskrevs av Kohlm., Volkm.-Kohlm. & O.E. Erikss. 1998. Anthostomella atroalba ingår i släktet Anthostomella och familjen kolkärnsvampar.   Inga underarter finns listade i Catalogue of Life.